# Malval (Genève)
Pour les articles homonymes, voir Malval (homonymie).
Malval est un village de Suisse situé sur le territoire de la commune de Dardagny dans le canton de Genève, sur la rive droite du Rhône.

## Toponymie
Le toponyme est attesté par les formes Marval et Malvaz (avant 1100), Malval et Marval (1285), Malvauz et Marvauz (1304), Prior de Asserenz et Marval (vers 1344).
Le toponyme de Malval désigne un mauvais vallon, constitué du préfixe Mal-, Mala-, signifiant « mauvais », et de val, désignant un relief.

## Histoire
Une seigneurie est attestée avant 1100. Elle dépend de l'évêque de Genève, puis de la seigneurie de Genève. Elle relève d'un prieuré,.
Le fief est défendu par le château épiscopal dit de Begnoz ou Bregnoz, situé en rive gauche de l'Allondon, la maison forte de Malval situé en rive droite,. Ces deux édifices ont été placés sous la protection de la famille de Malval,. La première mention du castrum de Malval date de 1227, lors de sa restauration par l'évêque de Genève, Aymon de Grandson.
La chapelle Sainte Marie-Madeleine, isolée au fond d'un vallon, et datant du Xe siècle, a servi d'église paroissiale, puis de temple protestant.
Elle est mentionnée, avant 1227, lors de l'enquête contre l'évêque Aymon de Grandson. L'article 8 indique que « Les terres de la mense
épiscopale sont dans une situation fâcheuse, celle de Malval par défaut de culture ». L'article suivant précise que « la reconstruction [château] de Malval, quoique […] fort coûteuses, sont signalées comme ayant augmenté les revenus de l'Eglise par la sécurité donnée à ses vassaux. »
En 1282, « Nicolas de Marval, damoiseau, reconnaît être homme-lige de l'évêque de Genève et renir de lui en fief le château de Marval, ainsi que tout ce que le dit Nicolas et son frère Pierre tiennent au delà de la London (de Alonda) et entre les ruisseaux d'Allemogne et de Channeri ». Les deux frères de Malval souhaitent rendre le château à l'évêque dans la mesure où ils ne sont pas en capacité à pouvoir le défendre,. Toutefois, dès mai 1312, la famille de Malval récupère le château, puisque Nicolas de Malval reconnaît tenir en fief lige celui-ci.
Elle forme une paroisse, constituée des Granges, des Essertines et des Baillets.
Avec Confignon, Dardagny et Russin, Malval constitue ensuite le fief de Châteauvieux, jusqu'en 1795. En 1798, le village est rattaché à la commune de Dardagny.

## Monuments

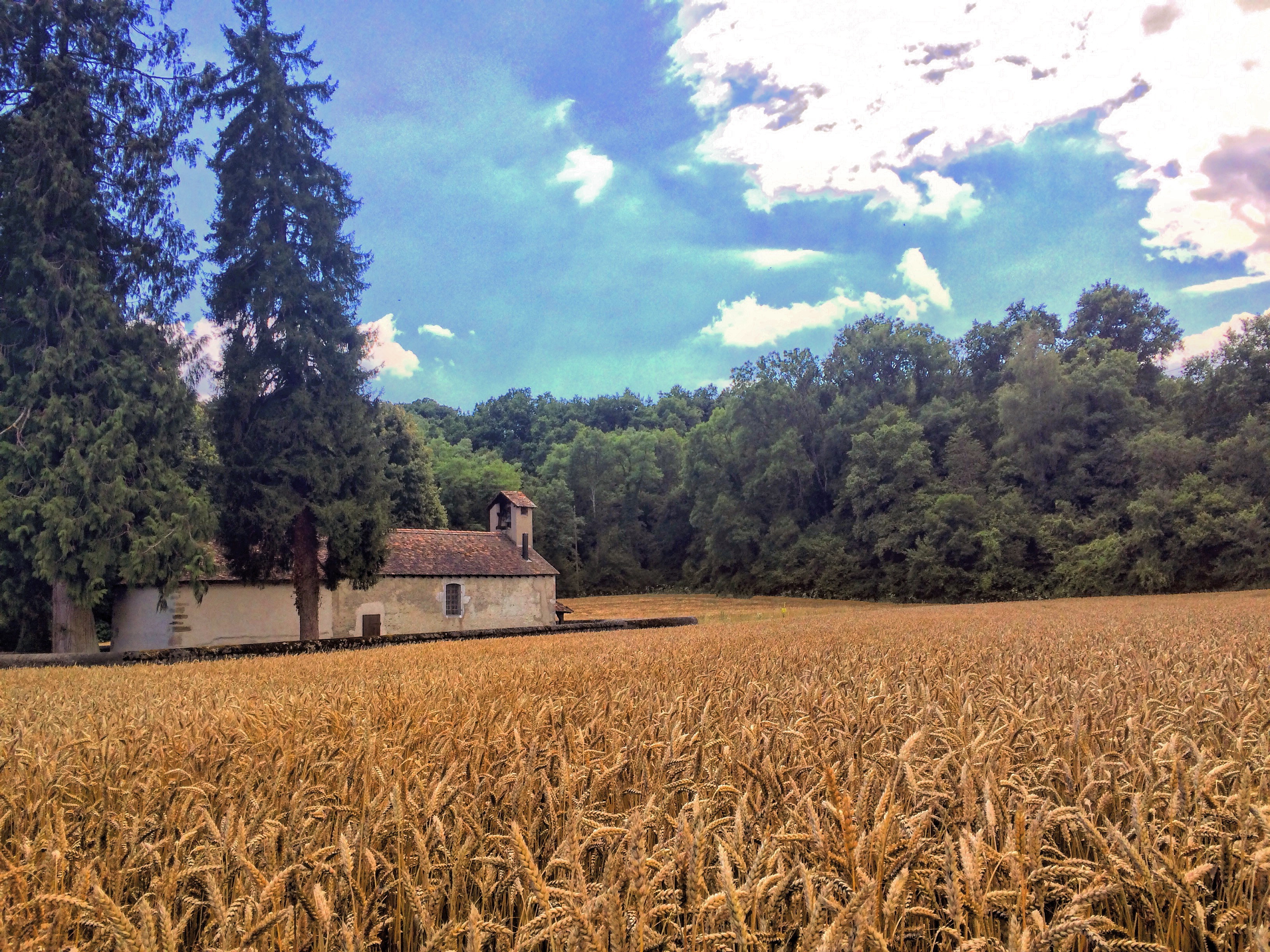
La chapelle de Malval.

La ferme Bellevaux, située au 2 du chemin des Tassonnières, est inscrite comme bien culturel d'importance nationale.